# Boechera fendleri
Boechera fendleri är en korsblommig växtart som först beskrevs av Sereno Watson, och fick sitt nu gällande namn av William Alfred Weber. Boechera fendleri ingår i släktet indiantravar, och familjen korsblommiga växter. Inga underarter finns listade i Catalogue of Life.